# Religionspolitologie
Religionspolitologie erforscht – als ein Teilbereich der politikwissenschaftlichen Disziplin Politische Theorie und Ideengeschichte – das Verhältnis von Religion und Politik. Der Begriff wurde ab dem letzten Jahrzehnt des 20. Jahrhunderts insbesondere durch Miroljub Jevtić sowie Claus-Ekkehard Bärsch geprägt. Letzterer gründete 1996 an der Universität Duisburg-Essen als An-Institut das „Institut für Religionspolitologie“.

## Entstehung
Noch 1998 schrieb Bärsch über die Religionspolitologie im Vergleich zu ihren Schwesterdisziplinen Religionssoziologie, Religionsphilosophie und Religionspsychologie:

„...daß die bisherige Forschung über den Zusammenhang von Politik und Religion – genannt seien hier nur Theodor W. Adorno, Ernst Bloch, Micha Brumlik, Hans Maier, Jacob Taubes, Klaus Vondung, Eric Voegelin und zu guter Letzt Max Weber – noch nicht einer selbständigen Disziplin der Politikwissenschaft zugerechnet werden können. Neben der Religionssoziologie sind Religionsphilosophie und Religionspsychologie etablierte Bereiche. Die Religionspolitologie kann noch gar nicht etabliert sein, weil es sie noch nicht gibt.“

## Forschungsbereiche
Die Religionspolitologie hat nach Jevtić und Bärsch vier zentrale Forschungsbereiche:

### Religionslehre mit direktem politischen Inhalt
Alles, was im Rahmen der Religionslehren und -Praxis einen direkten politischen Inhalt bzw. eine Botschaft hat, zum Beispiel der Religionsverständnis von den folgenden Begriffen: Gewalt, Macht, politische Autorität, Staat, politische Organisierung, Krieg und Frieden und so weiter.

### Religionslehre ohne direkten politischen Inhalt
Alles, was im Rahmen des Religionsverhaltens und der Religionspraxis keinen direkten politischen Inhalt bzw. keine direkte politische Botschaft aber unmittelbare politische Folgen hat, zum Beispiel die Errichtung von Religions- und Pilgerstätten.

### Politiker und Religion
Das Verhältnis der politischen Entscheidungsträger im engeren Sinne zur Religion und zu den Glaubensgemeinschaften, zum Beispiel die Stellungnahmen der politischen Parteien und politischen Gruppen zur Religion und zu den Religionsgemeinschaften.

### Säkuläres Verhalten ohne religiöse Motive
Alles, was im Rahmen eines angeblich säkularen Verhaltens keine religiösen Motive, aber religiöse Auswirkungen zur Folge hat. Wenn zum Beispiel in einer mehrkonfessionellen Gesellschaft die Angehörigen einer Religion das Monopol auf einen Wirtschaftszweig halten, so hat das politische Auswirkungen zur Folge. Diese Forschungsbereiche sind in ständiger Entwicklung.
Die Erforschung des Verhältnisses von Religion und Politik im Rahmen der Politikwissenschaft hat eine lange Tradition (u. a. Karl Löwith, Raymond Aron, Eric Voegelin, Hans Blumenberg, Hans Maier, Richard Faber).
Im Rahmen der American Association of Politology besteht die Abteilung "Religion und Politik". In Europa wurde dieses Teilgebiet zum ersten Mal in Osteuropa an der Fakultät für Politikwissenschaft in Belgrad von Miroljub Jevtić im Jahre 1993 eigenständig gelehrt. Ebenfalls in Belgrad wurde durch das "Zentrum für Religionsforschung und Glaubenstoleranz" ab Februar 2007 die erste diesbezügliche Fachzeitschrift herausgegeben. Chefredakteur und verantwortlicher Redakteur ist ebenfalls Jevtić.